# Municipio de Redding (Míchigan)
El municipio de Redding (en inglés: Redding Township) es un municipio ubicado en el condado de Clare en el estado estadounidense de Míchigan. En el año 2010 tenía una población de 526 habitantes y una densidad poblacional de 5,73 personas por km².

## Geografía
El municipio de Redding se encuentra ubicado en las coordenadas 44°1′36″N 85°1′7″O / 44.02667, -85.01861. Según la Oficina del Censo de los Estados Unidos, el municipio tiene una superficie total de 91.76 km², de la cual 90,4 km² corresponden a tierra firme y (1,49 %) 1,36 km² es agua.

## Demografía
Según el censo de 2010, había 526 personas residiendo en el municipio de Redding. La densidad de población era de 5,73 hab./km². De los 526 habitantes, el municipio de Redding estaba compuesto por el 96,58 % blancos, el 0,57 % eran amerindios, el 0,19 % eran asiáticos, el 0,95 % eran de otras razas y el 1,71 % eran de una mezcla de razas. Del total de la población el 3,23 % eran hispanos o latinos de cualquier raza.